# نتشيمونيا مويتوا
نتشيمونيا مويتوا (بالإنجليزية: Nchimunya Mweetwa)‏ (مواليد 22 مارس 1984 في زامبيا) لاعب كرة قدم زامبي دولي يجيد اللعب في خط الهجوم . يلعب حاليا لصالح نادي روبز الفنلندي منذ سنة 2007 .

## روابط خارجية
- نتشيمونيا مويتوا على موقع قاعدة بيانات كرة القدم.إي يو (الإنجليزية)
- نتشيمونيا مويتوا على موقع ناشيونال فوتبول تيمز (الإنجليزية)
- نتشيمونيا مويتوا على موقع Soccerway.com (الإنجليزية)
- نتشيمونيا مويتوا على موقع عالم كرة القدم.نت (الإنجليزية)